# سرتیپ دوم
| درجه‌های ارتش ایران | درجه‌های ارتش ایران | درجه‌های ارتش ایران |
| نیروها             | نیروها             | نیروها             |
| زمینی و هوایی      | دریایی             |                    |
| ------------------ | ------------------ | ------------------ |
| ارتشبد             | دریابد             |                    |
| سپهبد              | دریاسالار          |                    |
| سرلشکر             | دریابان            |                    |
| سرتیپ              | دریادار            |                    |
| سرتیپ دوم          | دریادار دوم        |                    |
| سرهنگ              | ناخدا یکم          |                    |
| سرهنگ دوم          | ناخدا دوم          |                    |
| سرگرد              | ناخدا سوم          |                    |
| سروان              | ناوسروان           |                    |
| ستوان ۳، ۲ و ۱     | ناوبان ۳، ۲ و ۱    |                    |
| استوار ۲ و ۱       | ناواستوار ۲ و ۱    | ناواستوار ۲ و ۱    |
| گروهبان ۳، ۲ و ۱   | مهناوی ۳، ۲ و ۱    | مهناوی ۳، ۲ و ۱    |
| سرجوخه             | سرناوی             | سرناوی             |
| سرباز ۲ و ۱        | ناوی ۲ و ۱         | ناوی ۲ و ۱         |
| سرباز              | ناوی               | ناوی               |

سرتیپ دوّم درجه‌ای است که در نیروهای نظامی و انتظامی جمهوری اسلامی ایران به کار می‌رود. این درجه بالاتر از درجهٔ سرهنگی و پایین‌تر از درجهٔ سرتیپی قرار دارد. ترفیع افسران به این درجه بر اساس لیاقت و طبق نظر مقامات بالای نظامی امکان‌پذیر است.
در ارتش جمهوری اسلامی ایران افسرانی موفق به اخذ این درجه می‌شوند که دوره‌های مقدماتی و عالی ارتش را طی کرده باشند و توانسته باشند دورهٔ دافوس ارتش را نیز با موفقیت پشت سر گذاشته باشند. البته طی سه دورهٔ فوق دلیلی بر دریافت این درجه نیست بلکه لزوم اخذ درجهٔ سرتیپ دومی گذراندن دوره‌های فوق می‌باشد.
نام‌های درجه‌های امرا در ایران (به جز امرای نیروی دریایی) برگرفته از یگان‌های بزرگ نیروی زمینی می‌باشند و از این دید همانند کشورهای فرانسه و ترکیه اند.
| ایران  | فرانسه                   | ترکیه      |
| ------ | ------------------------ | ---------- |
| ارتشبد | Général d'armée          | Orgeneral  |
| ارتش   | Armée                    | Ordu       |
| سپهبد  | Général de corps d'armée | Korgeneral |
| سپاه   | Corps d'armée            | Kolordu    |
| سرلشکر | Général de division      | Tümgeneral |
| لشکر   | Division                 | Tümen      |
| سرتیپ  | Général de brigade       | Tuğgeneral |
| تیپ    | Brigade                  | Tugay      |

درجهٔ «سرتیپ دوم» در ارتش شاهنشاهی ایران وجود نداشته است و از سال ۱۳۶۶ به کار گرفته شده است و در دیگر ارتش‌ها معادلی ندارد.

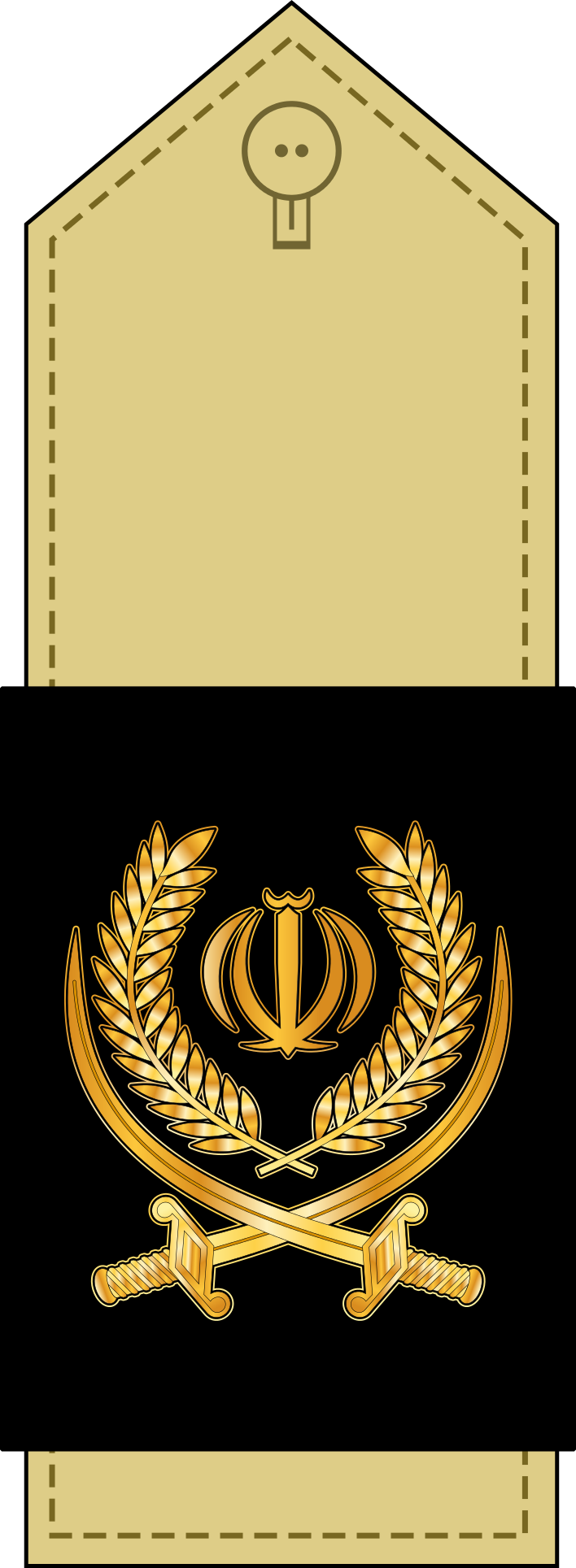
نشان سرتیپ دوم نیروی زمینی ارتش جمهوری اسلامی ایران
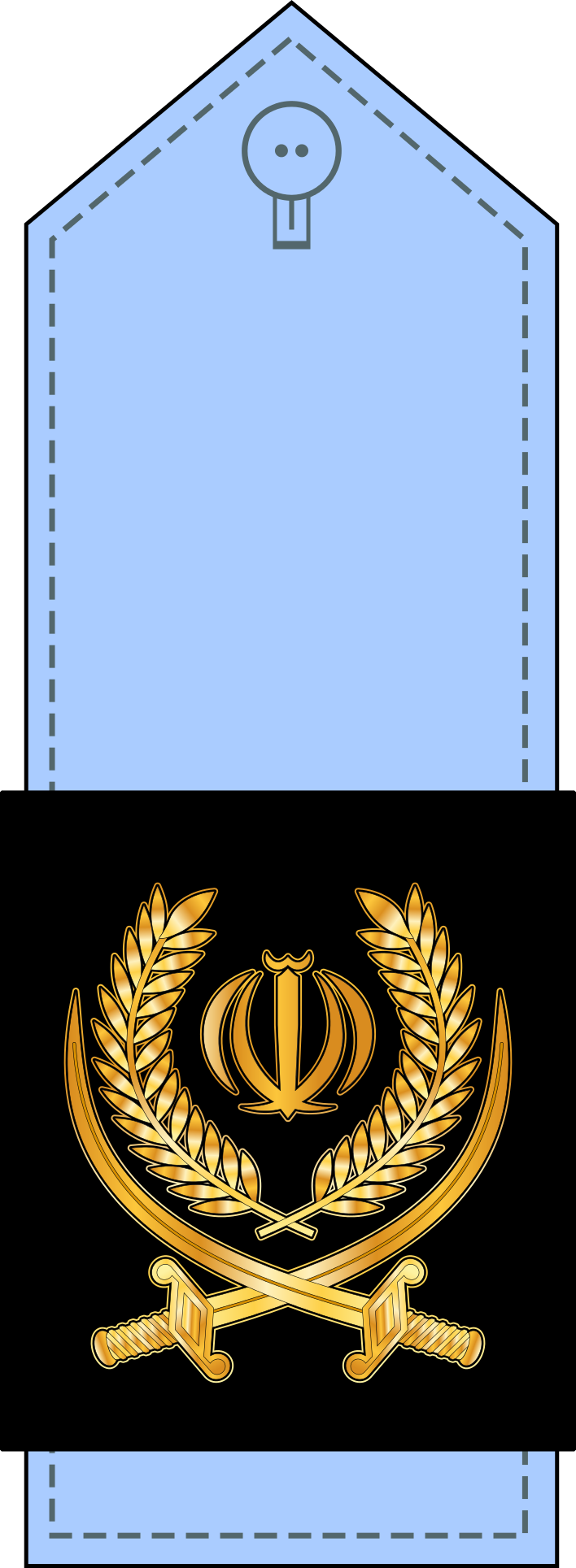
نشان سرتیپ دوم نیروی هوایی ارتش جمهوری اسلامی ایران
نشان دریادار دوم نیروی دریایی ارتش جمهوری اسلامی ایران
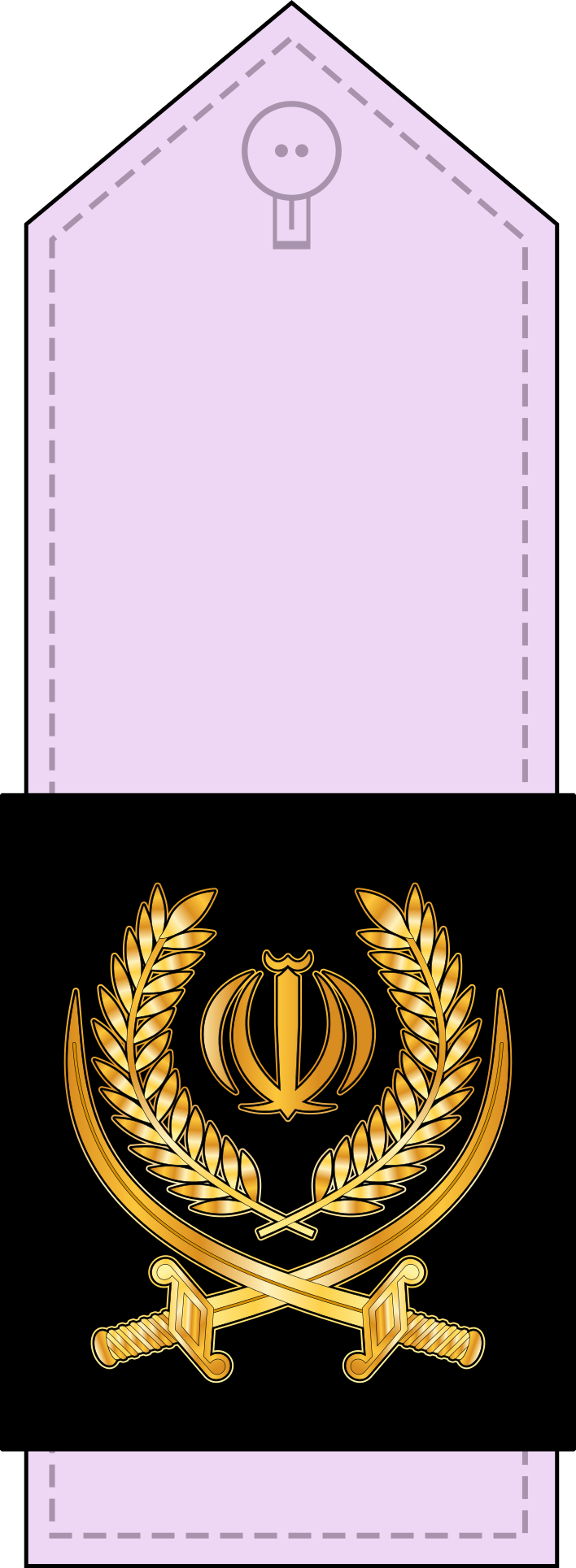
نشان سرتیپ دوم نیروی پدافند هوایی ارتش جمهوری اسلامی ایران
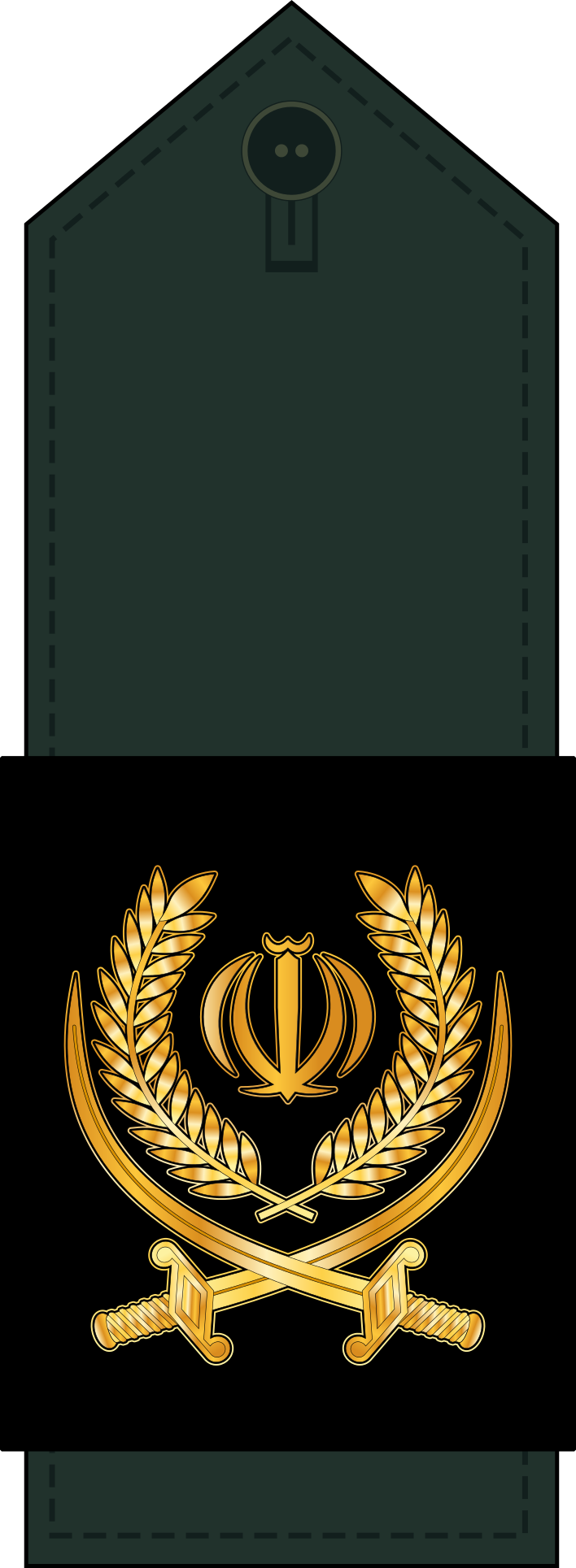
نشان سرتیپ دوم پاسدار و دریادار دوم پاسدار سپاه پاسداران انقلاب اسلامی
نشان سرتیپ دوم نیروی انتظامی جمهوری اسلامی ایران